# Лисий Нос (станция)
Ли́сий Нос — железнодорожная станция Сестрорецкого направления Октябрьской железной дороги в Санкт-Петербурге, в посёлке Лисий Нос.
На станции останавливаются все электропоезда. Станция используется для их разъезда.

## История
Станция была открыта 13 октября 1894 года одновременно с запуском линии Лахта — Раздельная Приморской Санкт-Петербург-Сестрорецкой железной дороги. При открытии получила наименование «Раздельная». Происхождение названия имеет 2 версии:
- станция находилась на границе (разделе) посёлка Владимировка (ныне составляет основную часть Лисьего Носа), рядом с Раздельной улицей;
- здесь от основной магистрали отходила трёхкилометровая ветка до пристани на мысе Лисий Нос (см. ниже)[2].

На станции был построен двухэтажный деревянный вокзал с буфетом, уничтоженный в годы Великой Отечественной войны.
В 1928 году станции было присвоено современное название.
1 июня 1952 года сестрорецкая линия была электрифицирована.

## Описание
Станция состоит из двух частей: товарной и пассажирской. Первая начинается в полукилометре от платформы Морская, и состоит из четырёх путей для грузовых составов. От этого парка отходит ветка на Лисий Нос-Экспорт. Также от этого парка в сторону платформы Морская до 2017 года отходил подъездной путь к Северо-Западной ТЭЦ. Из противоположной горловины этого парка выходят два пути к пассажирской части станции, представляющей собой широкую островную пассажирскую платформу между двумя путями, использующимися для разъезда электропоездов. Главный путь — с левой стороны платформы, если смотреть в сторону Сестрорецка. Интересно, что на этой станции электропоезда разъезжаются по левостороннему движению: при разъезде электропоезд из Санкт-Петербурга прибывает на главный путь (левый), а из Сестрорецка — на боковой (правый). На иллюстрации в начале статьи электропоезд находится на главном пути. Если разъезд не осуществляется, электропоезда с обоих направлений прибывают на главный путь. На платформе имеется навес для защиты от осадков с павильоном для ожидания (раньше был остеклён, ныне стёкла выбиты). Также имеется билетная касса.
Подъездной путь к Северо-Западной ТЭЦ был построен в 1994 году, но никогда не использовался по назначению — доставка грузов осуществлялась автотранспортом. В 2000-х годах подъездной путь был частично разобран (до территории ТЭЦ).

### Линия Раздельная — Лисий Нос
Одновременно с вводом линии Лахта — Раздельная стала действовать отдельная линия с устройством станции Лисий Нос у пристани, от которой отходили пароходы на Кронштадт. По ветке ходил паровоз с двумя-тремя вагонами по согласованному с пароходами расписанию.
Пассажирское движение было прекращено к 1928 году. Тогда же ликвидирована станция Лисий Нос, а её название было передано станции Раздельная.
Во время войны по этой ветке ходили поезда к пристани, где происходила перегрузка грузов для перевозки в Кронштадт и Ломоносов по малой дороге жизни.
Впоследствии линия активно использовалась для доставок грузов к побережью. В настоящее время ветка от метеостанции до Мариинского проспекта разобрана, но от этого места проложена новая до станции Лисий Нос-Экспорт (код станции: 03870), находящейся рядом с Комплексом защитных сооружений Санкт-Петербурга от наводнений. Эта станция используется для приема и выдачи грузов.

## Транспорт
С обеих сторон моста напротив станции расположены остановки общественного транспорта, на которых останавливаются автобусы:
- № 101  «Старая Деревня» — Кронштадт, Ленинградская пристань
- № 101Э  «Старая Деревня» — Кронштадт, Гражданская улица
- № 211  «Чёрная речка» —  Зеленогорск
- № 211Э  «Чёрная речка» —  Зеленогорск
- № 216  «Беговая» — Сестрорецк, Курортная улица
- № 216А  «Старая Деревня» — Сестрорецк, улица Борисова
- № 303  «Беговая» — Приозёрная улица
- № 600  «Беговая» — Первомайское, больница

## Фотогалерея
- Платформа станции, боковой путь, вид в сторону Сестрорецка
- Вид в сторону Санкт-Петербурга
- Вид на сестрорецкую горловину станции. Слева — главный путь, справа — боковой
- Пассажирский павильон на платформе, раньше был остеклён
- Путь на Лисий Нос-Экспорт, около 300 метров от станции Лисий Нос
- Железнодорожная станция Раздельная (ныне Лисий Нос) в 1900-х годах